# Hasan Basri Lohy
Basri Lohy (sinh ngày 8 tháng 9 năm 1986) là một cầu thủ bóng đá người Indonesia thi đấu ở vị trí tiền đạo cho Aceh United.

## Sự nghiệp
Trước đây anh thi đấu cho Persipon Pontianak, PSIM Yogyakarta, PSIS Semarang và Kalteng Putra FC.

### Pelita Bandung Raya
Ngày 29 tháng 12 năm 2013, anh ký hợp đồng với Pelita Bandung Raya thi đấu mùa giải Indonesia Super League 2014.

### Pusamania Borneo
Ngày 20 tháng 1 năm 2015, anh ký hợp đồng với Pusamania.